# Daniel-Stamate Budurescu
Daniel-Stamate Budurescu (n. 21 octombrie 1950

, Slătioara, județul Olt) este un deputat român, ales în 2012 din partea Partidului Național Liberal.